# 강윤진
1970년 충남 부여 출신이다.
행정고시 42회로 공직에 입문해 보훈부 보훈정책관, 정책기획관, 6.25 전쟁 정전 70주년 사업추진단장,
대구지방 보훈청장, 보훈단체협력관 등의 요직을 두루 거쳤다.
국가보훈처 시절 최초의 여성 서기장과 여성 국장에 올랐다.

## 주요 이력
- 서울대 행정학 석사
- 일리노이 대학교 시카고(UIC) 행정학 석사
- 행정고시 42회
- 국가보훈부 정책기획관
- 보훈정책관
- 대구지방보훈청장
- 보훈단체협력관

## 같이 보기
- 국가보훈부 장관
- 국가보훈부 차관